# Situle de Vače
La situle de Vače est une situle historiée en tôle de bronze, récipient en forme de seau tronconique, conservée au Musée national de Slovénie à Ljubljana. Elle a été trouvée en 1882 sur le site hallstattien de Vače, village de la commune de Litija, en Basse-Carniole, et date du Ve siècle av. J.-C. Elle se rattache à l'art des situles, style de décor figuré répandu de l'Italie du Nord à la Dalmatie entre le VIe et le IVe siècle av. J.-C.

## Découverte
La situle a été découverte au début de 1882 par un jeune homme de Klenik, hameau près de Vače, du nom de Janez Grilc. Elle fut achetée à la fin de mars 1882 par le musée régional de Carniole à Ljubljana pour 18 florins et 20 kreutzer. Des documents contemporains qui se trouvent dans les archives du Musée d'histoire naturelle de Vienne indiquent que la situle se rattache à une tombe à inhumation située à proximité immédiate qui a été dégagée le 11 août 1881 sans que la situle soit repérée. Cette tombe appartenait à un jeune guerrier et contenait notamment un casque à double crête, deux pointes de lance, une hache de guerre à douille et une plaque de ceinturon non décorée, aujourd'hui conservés à Vienne.

## Description
La situle mesure 23,8 cm de haut. Sa contenance est d'environ 2 litres. Elle est constituée de trois plaques de bronze liées par des rivets en bronze. Le décor comporte trois frises horizontales ornées de figures humaines et animales.

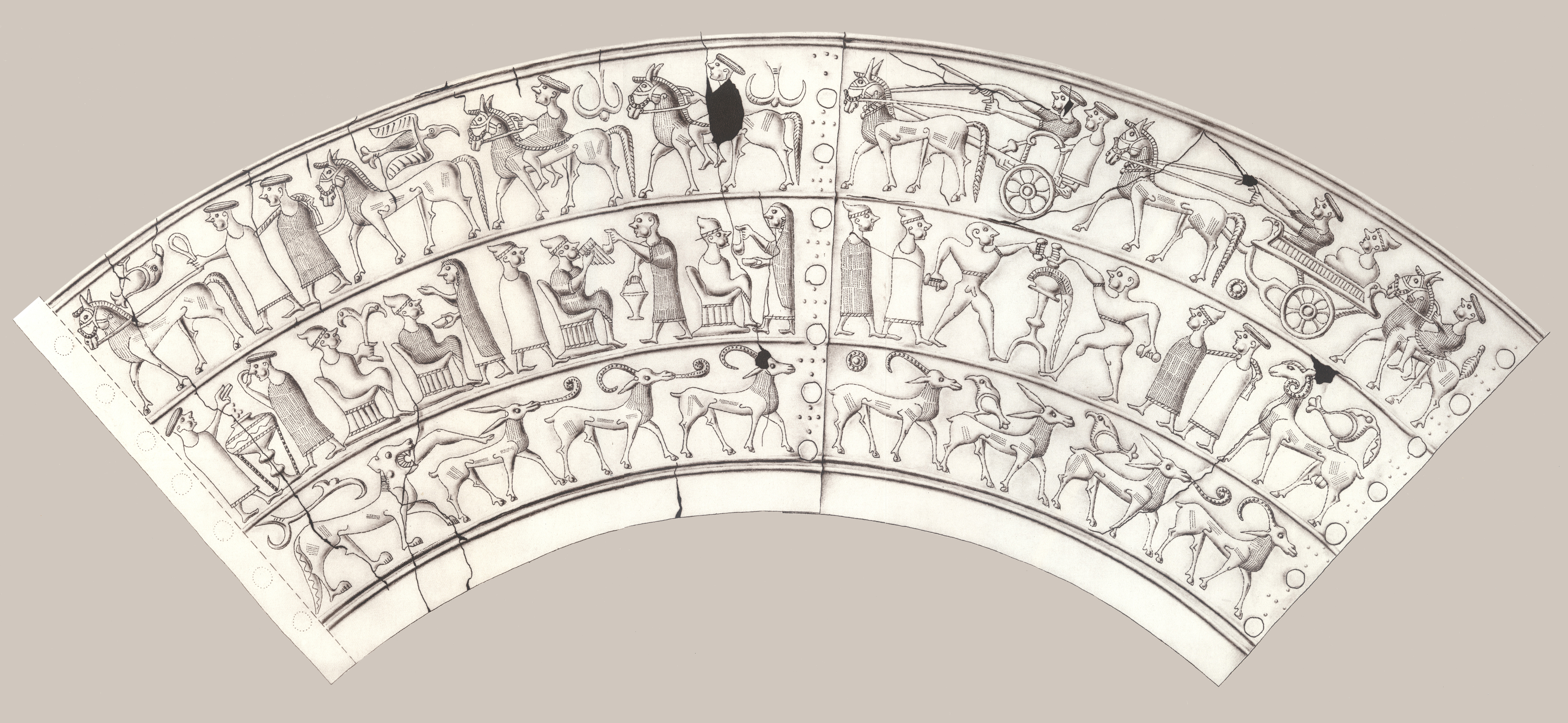
Dessin des trois frises de la situle.

La frise supérieure représente une procession qui se déplace de droite à gauche ; elle présente des cavaliers et deux chars de types différents, ainsi que deux personnages à pied menant des chevaux. La frise médiane est statique, plusieurs personnages sont assis. La frise inférieure est constituée de huit animaux allant de gauche à droite.